# 泰尔佐达奎莱亚
泰尔佐达奎莱亚（義大利語：Terzo d'Aquileia）是意大利乌迪内省的一个市镇。总面积28平方公里，人口2928人，人口密度104.6人/平方公里（2009年）。ISTAT代码为030120。